# Santo Varni

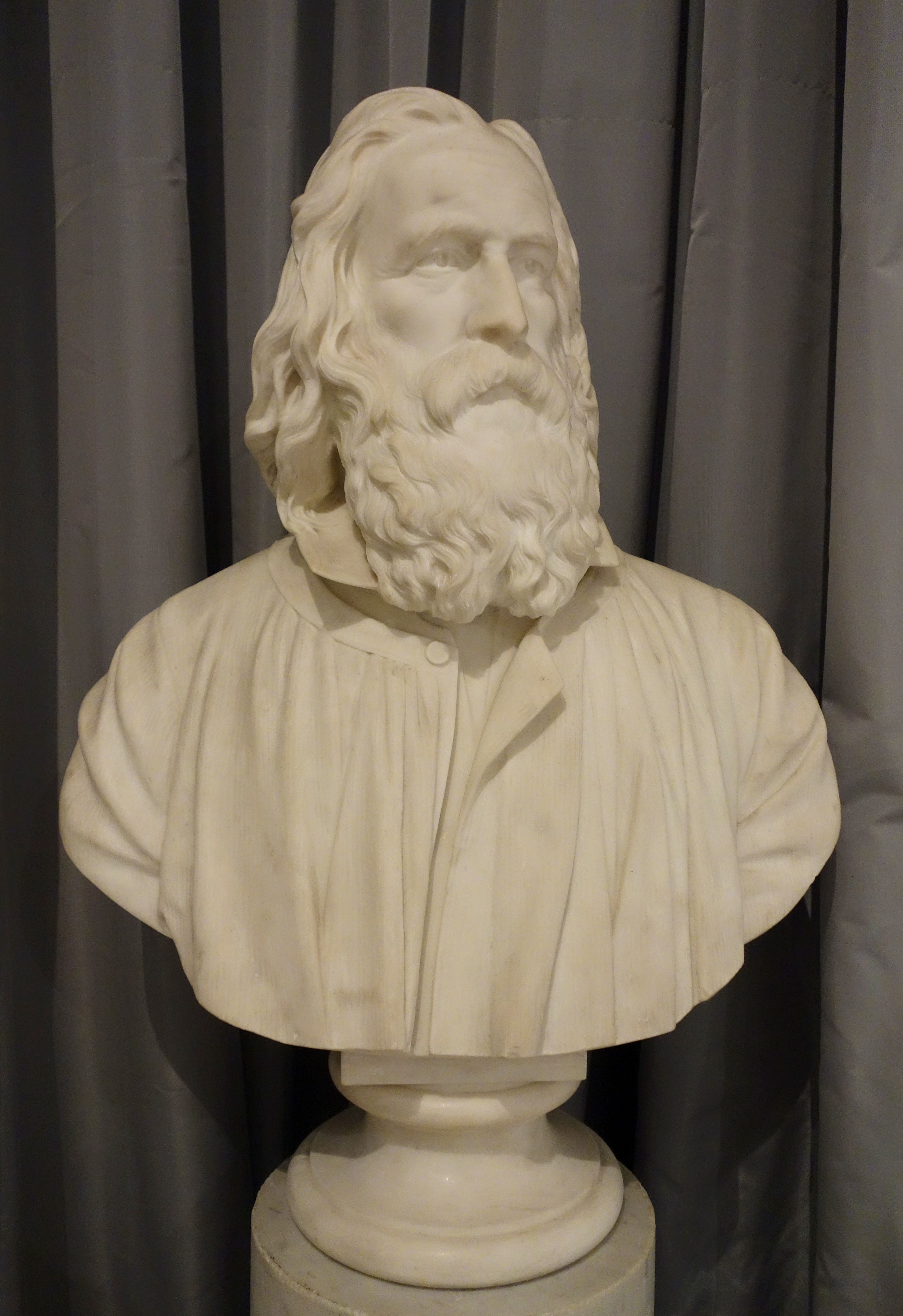
Büste Santo Varnis von Maria Ighina Barbano (1894)

Santo Varni (* 1. November 1807 in Genua; † 11. Januar 1885 ebenda) war ein italienischer Bildhauer.

## Leben
Santo Varni stammte aus einfachen Verhältnissen und lernte schon als Kind das Modellieren bei einem Silberschmied und beim Holzbildhauer Angelo Olivari. Ab 1821 studierte er an der Accademia Ligustica di Belle Arti in Genua, zunächst bei Bartolomeo Carrea und dann bei Giuseppe Gaggini. Er wurde Mitarbeiter Gagginis und machte sich auf den Ausstellungen der Akademie einen Namen. Von 1835 bis 1837 bildete er sich in Florenz bei Lorenzo Bartolini weiter. Im November 1837 folgte er Gaggini, der von König Karl Albert nach Turin berufen worden war, als Professor für Bildhauerei an der Accademia Ligustica nach, was er bis zu seinem Tod 1885 blieb. Er entfaltete eine bedeutende Lehrtätigkeit, zu seinen Schülern gehörten unter anderen Giulio Monteverde, Lorenzo Orengo, Antonio Allegretti, Giuseppe Benetti, Giovanni Scanzi, Santo Saccomanno, Pietro Costa, Augusto Rivalta und Demetrio Paernio.
Zu Varnis Werken gehören Statuen, Reliefs, Porträtbüsten und Grabdenkmäler, insbesondere für den 1851 eröffneten Monumentalfriedhof Staglieno. Für diesen schuf er 40 Grabdenkmäler für Aristokraten, Unternehmer und berühmte Persönlichkeiten. Um die Arbeit zu bewältigen, erstellte er ein Repertoire an Motiven, die er in der Ausführung variierte. Zahlreiche Arbeiten entstanden für das Haus Savoyen, wofür er von Karl Albert zum Hofbildhauer ernannt wurde. Stilistisch stehen Varnis Skulpturen am Übergang vom Klassizismus zum Naturalismus.
Varni hatte auch ein großes Interesse an Archäologie und stand in Kontakt mit den wichtigsten Persönlichkeiten aus Kunst und Archäologie in Italien. Er war ein leidenschaftlicher Sammler und erwarb Tausende von Objekten, hauptsächlich Skulpturen und Zeichnungen, aber auch Gemälde, Keramiken, Bronzen sowie eine große Anzahl von archäologischen Stücken, wofür er in seinem Haus ein privates Museum und eine Fachbibliothek einrichtete. Seine Sammlungen wollte er nach seinem Tod der Stadt Genua vermachen, aufgrund von Erbstreitigkeiten wurden sie jedoch 1887 durch ein Auktionshaus verkauft. 25 antike Skulpturen konnten für Museen in Genua erworben werden, der größte Teil der Sammlung wurde jedoch verstreut.

## Auszeichnungen
- Hofbildhauer des Hauses Savoyen
- Ritter (1852), Offizier (1858) und Komtur des Ritterordens der hl. Mauritius und Lazarus
- Offizier (1868) und Komtur (1881) des Ordens der Krone von Italien
- Honorarprofessor der Accademia di San Luca[2]
- Ehrenmitglied zahlreicher italienischer Akademien

## Werke

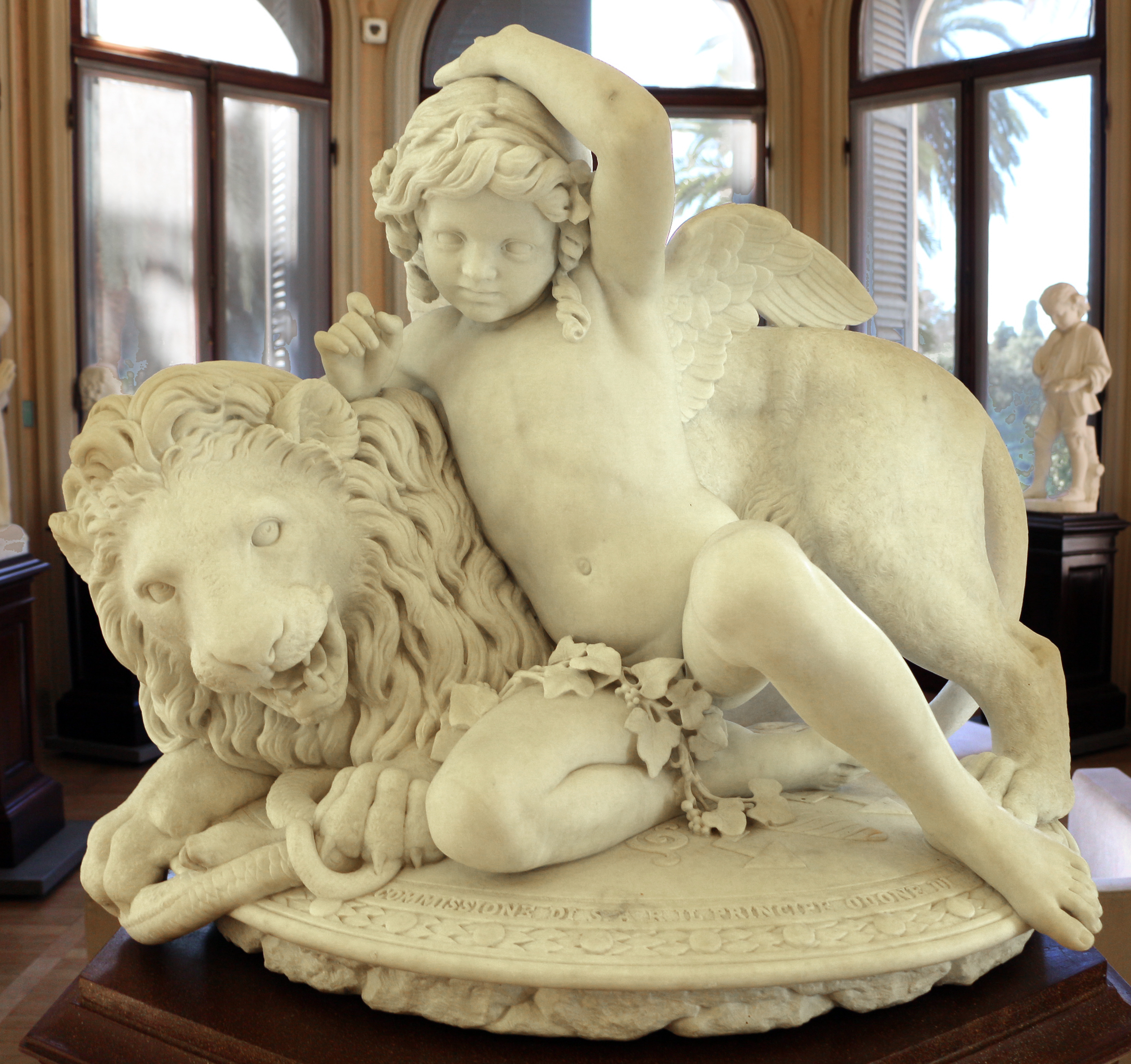
L'amore che doma la forza (1858/65), Galleria d’Arte Moderna, Genua

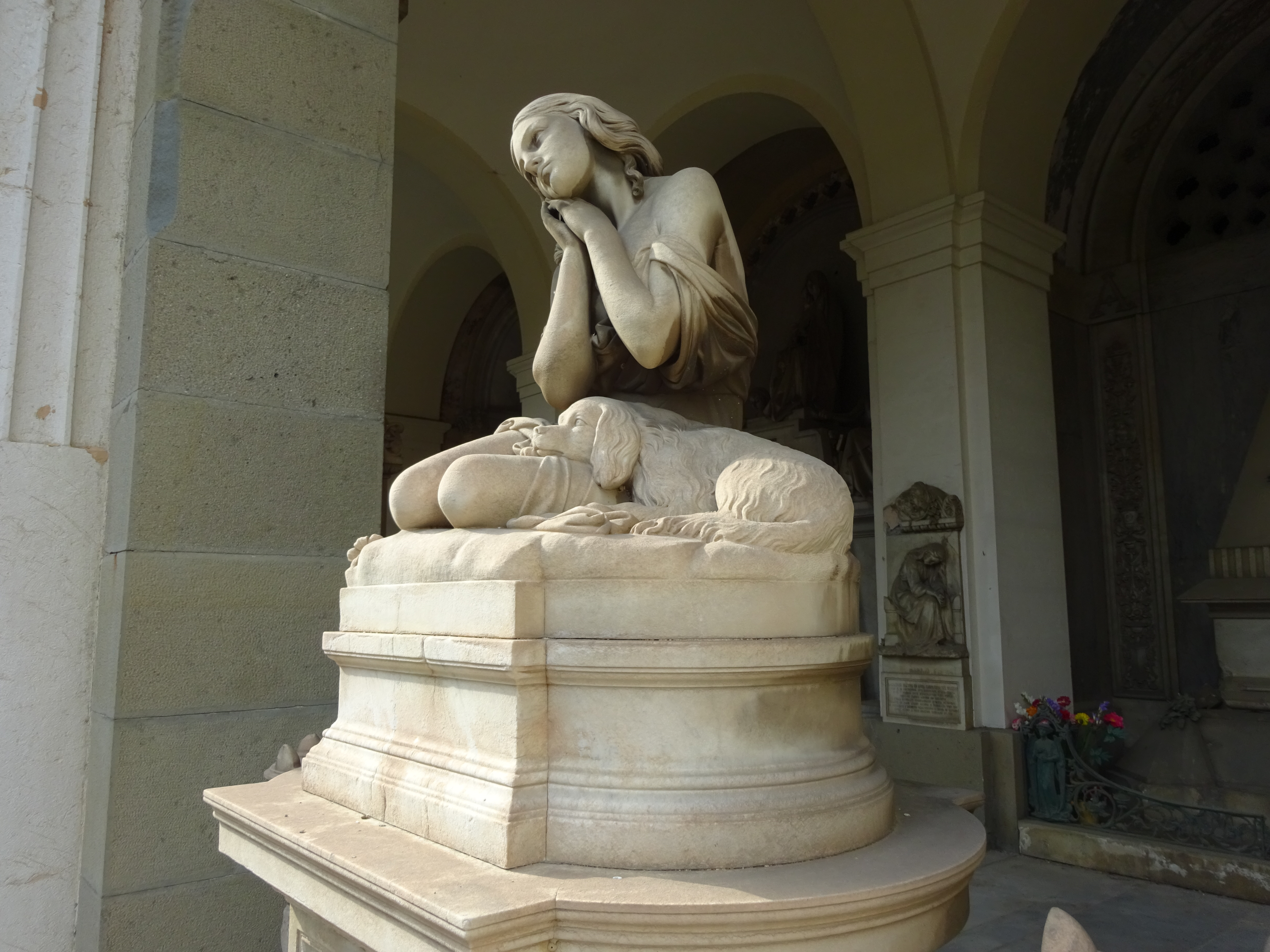
Grabmal Giuseppe Paradis, Friedhof Staglieno (1865)

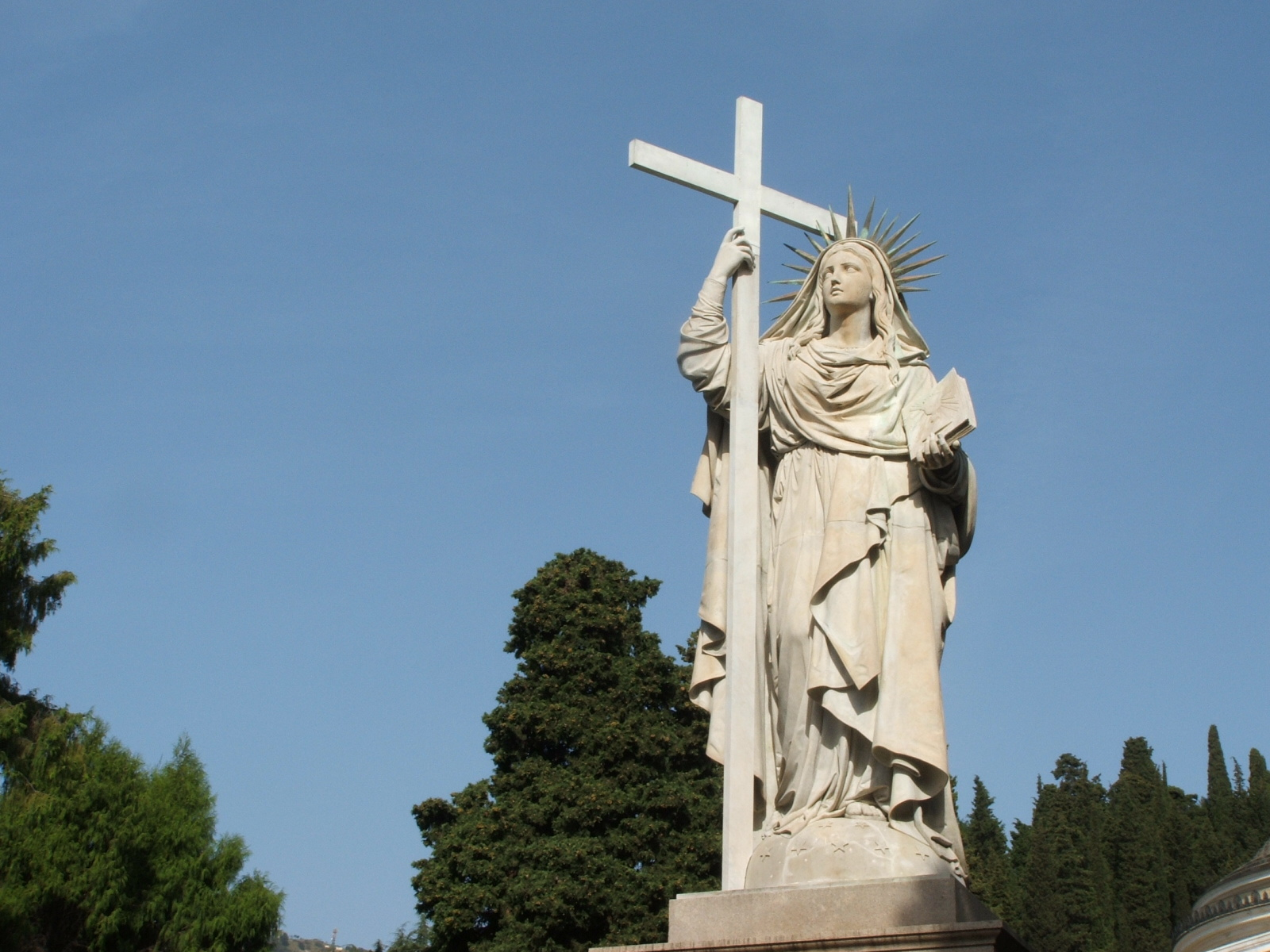
Allegorie des Glaubens, Friedhof Staglieno (1875)

- Hochrelief Triumph des Marcellus, Rundsaal der Accademia Ligustica, 1829–1835 (nach Zeichnungen Gagginis)
- Grabmäler in der Chiesa della Santissima Concezione, Genua, ab 1839
- Flachreliefs im Ballsaal des Palazzo Reale in Genua, 1842
- Statuen von Pietro Merani und Carlo Nicolò Zignago für das Spital von Pammatone, 1845
- Statuen von Carlo Goldoni und Vittorio Alfieri an der Fassade des Teatro Gabriello Chiabrera in Savona, um 1850
- 40 Grabdenkmäler für den Monumentalfriedhof Staglieno, ab 1851
- Skulptur L’Amore che doma la Forza (Die Liebe, die die Kraft zähmt), 1858 (Gips), 1865 (Marmor)
- Statue Allegorie der Klugheit, Kolumbus-Denkmal in Genua, 1862
- Statue des Evangelisten Matthäus, Kirche S. Massimo, Turin, 1867
- Statue Allegorie des Glaubens, Monumentalfriedhof Staglieno, 1875
- Statue des Erzengels Michael im Pantheon des Monumentalfriedhofs Staglieno, um 1878
- Statue der Unbefleckten Empfängnis für die Basilika Santa Maria Immacolata, Genua
- Büsten von Marie Clotilde von Savoyen und Maria Pia von Savoyen
- Grabmal für Maria Theresia von Österreich-Toskana in der Superga, Turin, 1878
- Denkmal für Giuseppe Garibaldi, Monterosso al Mare, 1884[3]
- Hochrelief Madonna und Heilige, Basilica della Santissima Annunziata del Vastato, Genua
- Denkmal für Domenico Chiodo in La Spezia
- Grabdenkmal für Luigi Canina in der Basilika Santa Croce, Florenz